# Las Marías (sitio arqueológico)
Las Marias es un sitio precolombino de El Salvador del período posclásico temprano (900 a 1200 d. C.), ubicado en el cantón Tacachico (no confundir con San Pablo Tacachico que se encuentra a 20 kilómetros de distancia y que ya es mencionado en 1532) de Quezaltepeque, departamento de La Libertad.
Esta fue una ciudad precolombina, satélite de Cihuatán. Estando ambas situadas dentro del contexto cultural de la denominada fase Guazapa del período posclásico temprano; a la que también hacen parte otros sitios del occidente y centro del país como el sitio arqueológico "Sitio de Jesús" de Guazapa. Los sitios de esa fase surgirían a partir de la migración de grupos de origen mexicano, posiblemente nahuablantes y que por su cerámica (especialmente el grupo banderas) probablemente estaban conectados con Cholula; estos grupos se convertirían en las élites de estas nuevas poblaciones, mientras que la gente común mantenía las tradiciones de sus ancestros mayas del clásico tardío.
Ubicada en el Caserío Las Marías del Cantón Tacachico; se encuentra dentro de la hacienda del mismo nombre "Hacienda Las Marías". El Sitio Arqueológico es conocido como "Pueblo Viejo", “Pueblo Viejo Las Marías” o simplemente "Las Marías".

## Estructuras
El centro de La Marías está conformado por: la pirámide principal (que tiene 8 o 9 metros de altura), un juego de pélota ubicado al norte de la pirámide principal y una serie de pirámides menores (que tiene 5 o 6 metros de altura) y una serie de plataformas rectangulares (que tienen 1 o 2 metros de altura) y alrededor de la zona hay una amplia área domiciliar, con restos del área doméstica de los habitantes que se asentaron hace unos mil años. El centro ceremonial de las marías está circundado por áreas residenciales que cuyas plataformas son idénticas a las de Cihuatán. Es uno de los sitios más grandes del país ya que supera las 600 manzanas de extensión de las cuales 50 las posee el estado.
Es uno de los pocos sitios arqueológicos de El Salvador en el que se ha descubierto una calzada, muy parecidas a los sacbé de los mayas del Petén. Su uso es desconocido aunque se especula que era una camino interno de la ciudad con fines defensivos ya que en uno de sus extremos se precipita a una ladera con bastante altura e inclinación.

## Estado actual
Por las precarias condiciones del trabajo agrícola, muchos terrenos están siendo vendidos por particulares o por cooperativas.
En mayo de 2014, la Secretaría de Cultura de ese entonces compró 47 manzanas de terreno estatal situadas en el centro del sitio arqueológico, utilizando una donación de 280 mil dólares otorgada por la Asamblea Legislativa. Más adelante, en noviembre del mismo año, se adquirió el casco de Las Marías por un valor de 15 mil dólares, gracias a fondos donados por la Fundación Nacional de Arqueología de El Salvador y la Universidad Tecnológica de El Salvador.